# Prostituzione (film 1974)
Prostituzione è un film italiano del 1974 diretto da Rino Di Silvestro.

## Trama
Alcune prostitute si ritrovano perseguitate da qualcuno con desideri che nemmeno loro riescono a soddisfare. Gli indizi ricavati dopo una serie di crimini scioccanti, portano la polizia ad indagare su un regista pornografico e su alcune modelle.